# Eye (Suffolk)
Eye è un paese di 1 716 abitanti della contea del Suffolk, in Inghilterra.
Nel 1781 alcuni lavoratori riportarono alla luce una scatola di piombo nei pressi del fiume a Clint Farm (Eye), 4,8 km a sud di Scole e 3,2 km a sud-ovest di Hoxne. La scatola conteneva circa 600 monete romane risalenti ai regni di Valente e Valentiniano I (regnanti nel 364–375), Graziano (375–383), Teodosio I (378–395), Arcadio (395–408), e Onorio. Si tratta del più grande tesoretto di monete auree romane scoperte in Gran Bretagna, ma i reperti andarono dispersi e non possono essere facilmente rintracciati.

## Amministrazione

### Gemellaggi
- Pouzauges, Francia